# سي. روبرت كارجيل
سي. روبرت كارجيل (بالإنجليزية: C. Robert Cargill)‏ هو كاتب وروائي ومنتج أفلام وناقد سينمائي وكاتب سيناريو وصحفي وممثل أمريكي، ولد في 8 سبتمبر 1975 بسان أنطونيو في الولايات المتحدة.

## أعمال

### أفلام
- (2015) الضحية 2[5][6]
- (2016) دكتور سترينج[7]

## وصلات خارجية
- سي. روبرت كارجيل على موقع IMDb (الإنجليزية)
- سي. روبرت كارجيل على موقع ميتاكريتيك (الإنجليزية)
- سي. روبرت كارجيل على موقع روتن توميتوز (الإنجليزية)
- سي. روبرت كارجيل على موقع ألو سيني (الفرنسية)
- سي. روبرت كارجيل على موقع أول موفي (الإنجليزية)
- سي. روبرت كارجيل على موقع قاعدة بيانات الأفلام السويدية (السويدية)
- سي. روبرت كارجيل على موقع قاعدة بيانات الفيلم (الإنجليزية)
- سي. روبرت كارجيل على موقع كينوبويسك (الروسية)